# Puerto de Vega
Puerto de Vega es una parroquia y localidad española perteneciente al concejo asturiano de Navia. Conocida coloquialmente como «Vega» o por su nombre en asturiano Veiga. La parroquia tiene una superficie de 4,74 km² en la que habitan un total de 1786 personas (INE, 2014) distribuidas entre las poblaciones de Puerto de Vega, Santa Marina, Soirana, Vega de Cima y Vigo. 
El pueblo de Puerto de Vega se encuentra en la zona nororiental del concejo, a unos 28 metros de altitud sobre el nivel del mar. A unos ocho kilómetros de Navia, se llega a él a través de la carretera NV-2, que parte de la N-634. Es el segundo núcleo más poblado del concejo con 1401 habitantes.

## Geografía

### Ubicación
El término de Puerto de Vega está situado en la zona oeste del Principado de Asturias, a orillas del mar Cantábrico. Su territorio está representado en la hoja MTN50 (escala 1:50.000) 11 del Mapa Topográfico Nacional.
| Noroeste: Mar Cantábrico | Norte: Mar Cantábrico | Noreste: Mar Cantábrico |
| Oeste: Piñera            |                       | Este: Villapedre        |
| Suroeste Piñera          | Sur: Villapedre       | Sureste: Villapedre     |

### Hidrografía
La parroquia se encuandra dentro de la Confederación Hidrográfica del Cantábrico. Sus cursos fluviales se caracterizan por su corto recorrido, debido a su nacimiento en montañas cercanas a la costa cantábrica, en donde desembocan, y por la regularidad de su caudal, gracias a las frecuentes precipitaciones. La red de drenaje ofrece una red secundaria de escasa longitud en la que destacan el río Barayo y el río del Monte, junto a otros cauces menores como el reguero de Cabrafigal, el arroyo de Romallande y el río de Arriba.

### Clima
El clima de la parroquia se clasifica como clima oceánico, de inviernos fríos y veranos frescos, con una oscilación térmica anual que ronda los 10 °C. Las altas precipitaciones se reparten a lo largo del año, con reducción de las mismas en verano y un máximo invernal.
Según la clasificación climática de Köppen Puerto de Vega se encuadra en la variante Cfb, es decir, clima templado sin estación seca con verano templado. Sobre la base de los datos de la estación meteorológica situada en Barcia, a 20 kilómetros de distancia, los parámetros climáticos promedio aproximados de la zona son los siguientes:
| Parámetros climáticos promedio de Barcia (temperaturas y precipitaciones)                                                         | Parámetros climáticos promedio de Barcia (temperaturas y precipitaciones) | Parámetros climáticos promedio de Barcia (temperaturas y precipitaciones) | Parámetros climáticos promedio de Barcia (temperaturas y precipitaciones) | Parámetros climáticos promedio de Barcia (temperaturas y precipitaciones) | Parámetros climáticos promedio de Barcia (temperaturas y precipitaciones) | Parámetros climáticos promedio de Barcia (temperaturas y precipitaciones) | Parámetros climáticos promedio de Barcia (temperaturas y precipitaciones) | Parámetros climáticos promedio de Barcia (temperaturas y precipitaciones) | Parámetros climáticos promedio de Barcia (temperaturas y precipitaciones) | Parámetros climáticos promedio de Barcia (temperaturas y precipitaciones) | Parámetros climáticos promedio de Barcia (temperaturas y precipitaciones) | Parámetros climáticos promedio de Barcia (temperaturas y precipitaciones) | Parámetros climáticos promedio de Barcia (temperaturas y precipitaciones) |
| Mes | Ene.                                                                      | Feb.                                                                      | Mar.                                                                      | Abr.                                                                      | May.                                                                      | Jun.                                                                      | Jul.                                                                      | Ago.                                                                      | Sep.                                                                      | Oct.                                                                      | Nov.                                                                      | Dic.                                                                      | Anual                                                                     |
| --- | ------------------------------------------------------------------------- | ------------------------------------------------------------------------- | ------------------------------------------------------------------------- | ------------------------------------------------------------------------- | ------------------------------------------------------------------------- | ------------------------------------------------------------------------- | ------------------------------------------------------------------------- | ------------------------------------------------------------------------- | ------------------------------------------------------------------------- | ------------------------------------------------------------------------- | ------------------------------------------------------------------------- | ------------------------------------------------------------------------- | ------------------------------------------------------------------------- |
| Temp. media (°C) | 9.50                                                                      | 9.50                                                                      | 10.20                                                                     | 11.10                                                                     | 13.20                                                                     | 15.90                                                                     | 17.80                                                                     | 18.40                                                                     | 17.40                                                                     | 15.20                                                                     | 11.70                                                                     | 10.20                                                                     | 13.3                                                                      |
| Precipitación total (mm) | 122.90                                                                    | 123.80                                                                    | 121.70                                                                    | 114.50                                                                    | 110.60                                                                    | 73.70                                                                     | 55.30                                                                     | 64.30                                                                     | 90                                                                        | 127.20                                                                    | 145.60                                                                    | 139.60                                                                    | 1289.2                                                                    |
| Fuente: Ministerio de Agricultura, Alimentación y Medio Ambiente. Datos de precipitación (1961-1990) y de temperatura (1961-1990) |                                                                           |                                                                           |                                                                           |                                                                           |                                                                           |                                                                           |                                                                           |                                                                           |                                                                           |                                                                           |                                                                           |                                                                           |                                                                           |

## Historia

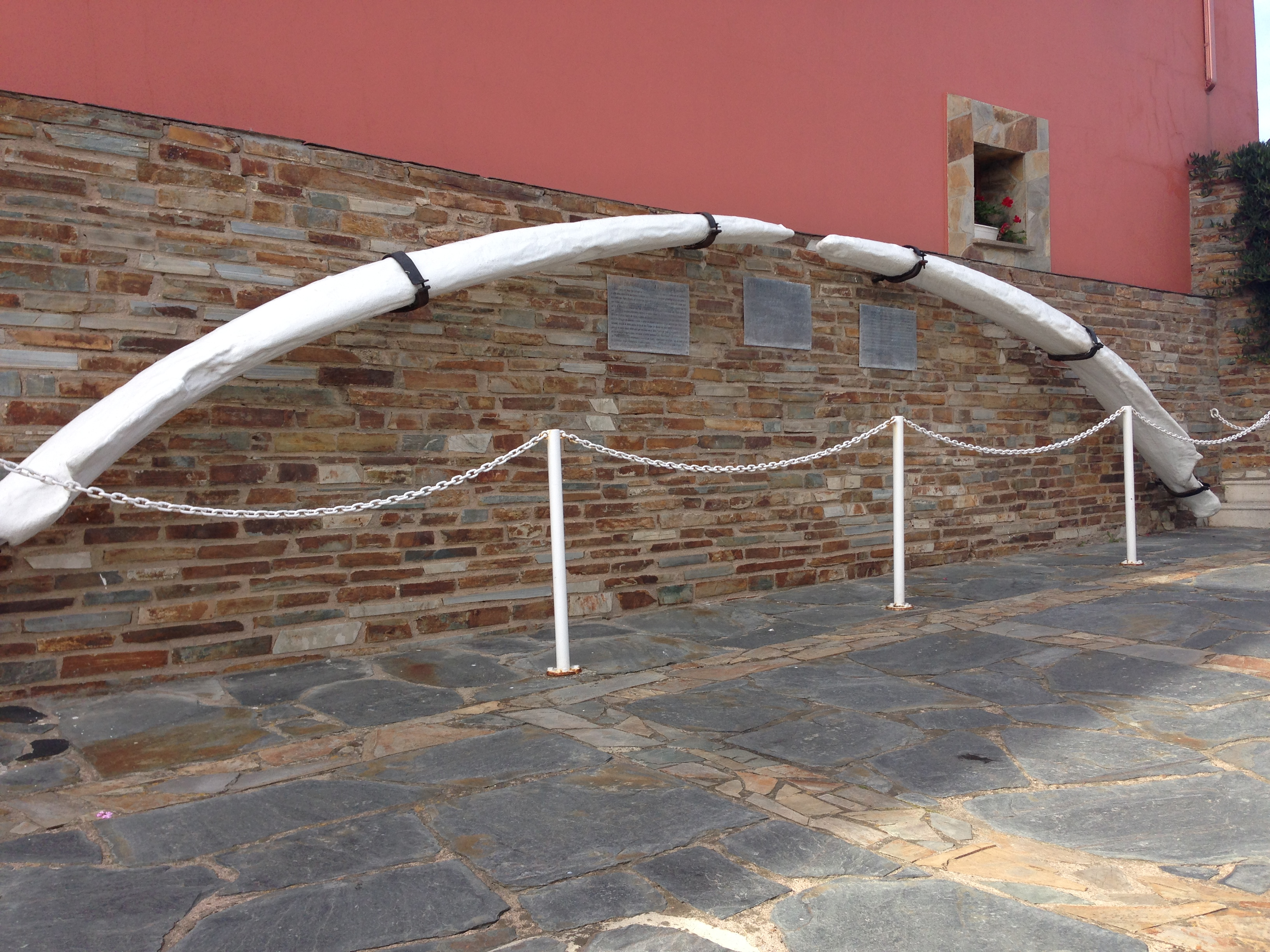
Costillas de ballena como monumento a su pasado ballenero

Cuenta con puerto pesquero, que en tiempos pasados tuvo gran importancia comercial, gracias al dinamismo del gremio de mercantes y debido a la caza de la ballena hasta finales del siglo XVII. A lo largo del siglo XX llegaron a existir hasta diez conserveras tradicionales en el lugar, habiendo desaparecido ya todas. 

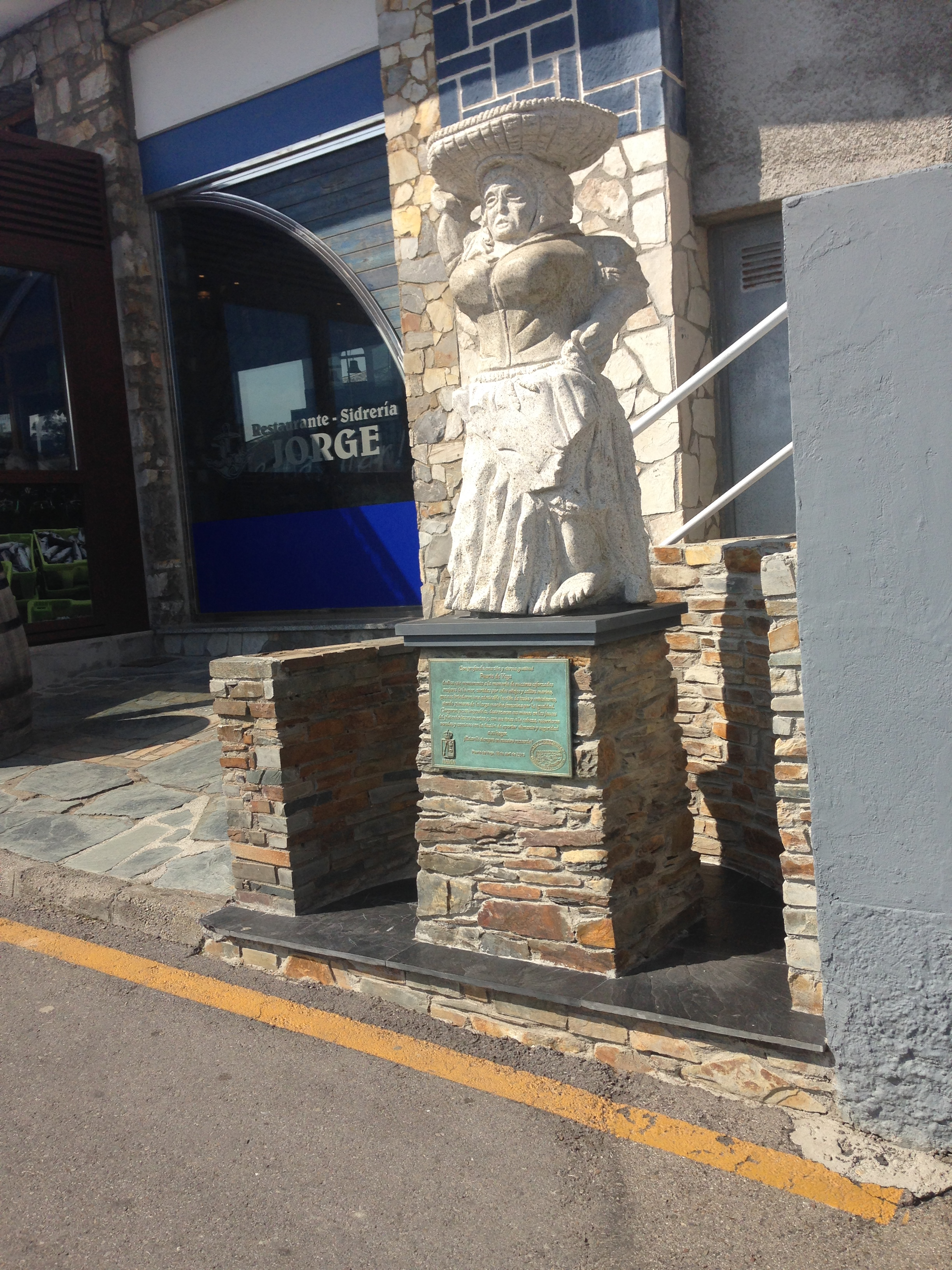
Monumento a la memoria de las mujeres de la mar

### SigloXIX
En Puerto de Vega murió en 1811 el ilustrado asturiano Gaspar Melchor de Jovellanos, en la casa de Trelles Osorio.
Según la información de Madoz en su Diccionario Geográfico-Estadístico-Histórico de España, a mediados del siglo XIX tenía unas «300 casas distribuidas en los lugares de Caborno, Estavanda, Santa Marina, Puerto de Vega, Soirana, Vigo y Villanueva y los caseríos de Molinos, Los ravos y Vega de Cima. Con terreno llano y declives bastante suaves; cruza el lugar un riachuelo que nace en Villapedre, otro que tiene origen en el de Vigo y por el este atraviesa otro arroyo que nace en Polavieja; y todos ellos van a depositar sus aguas en el Océano. De su antiguo comercio nada existe, sino los grandes almacenes y edificios donde se alberga la gente pobre de las parroquias inmediatas».

### SigloXX
Puerto de Vega ha sido merecedor de varios galardones, uno de ellos como «Pueblo ejemplar de Asturias» en el año 1995.
El 1 de enero de 1998 un golpe de mar de fondo hundió diez barcos dentro del puerto. El buque Rosa de los mares volcó y fue arrastrando a los demás.

## Urbanismo y lugares de interés

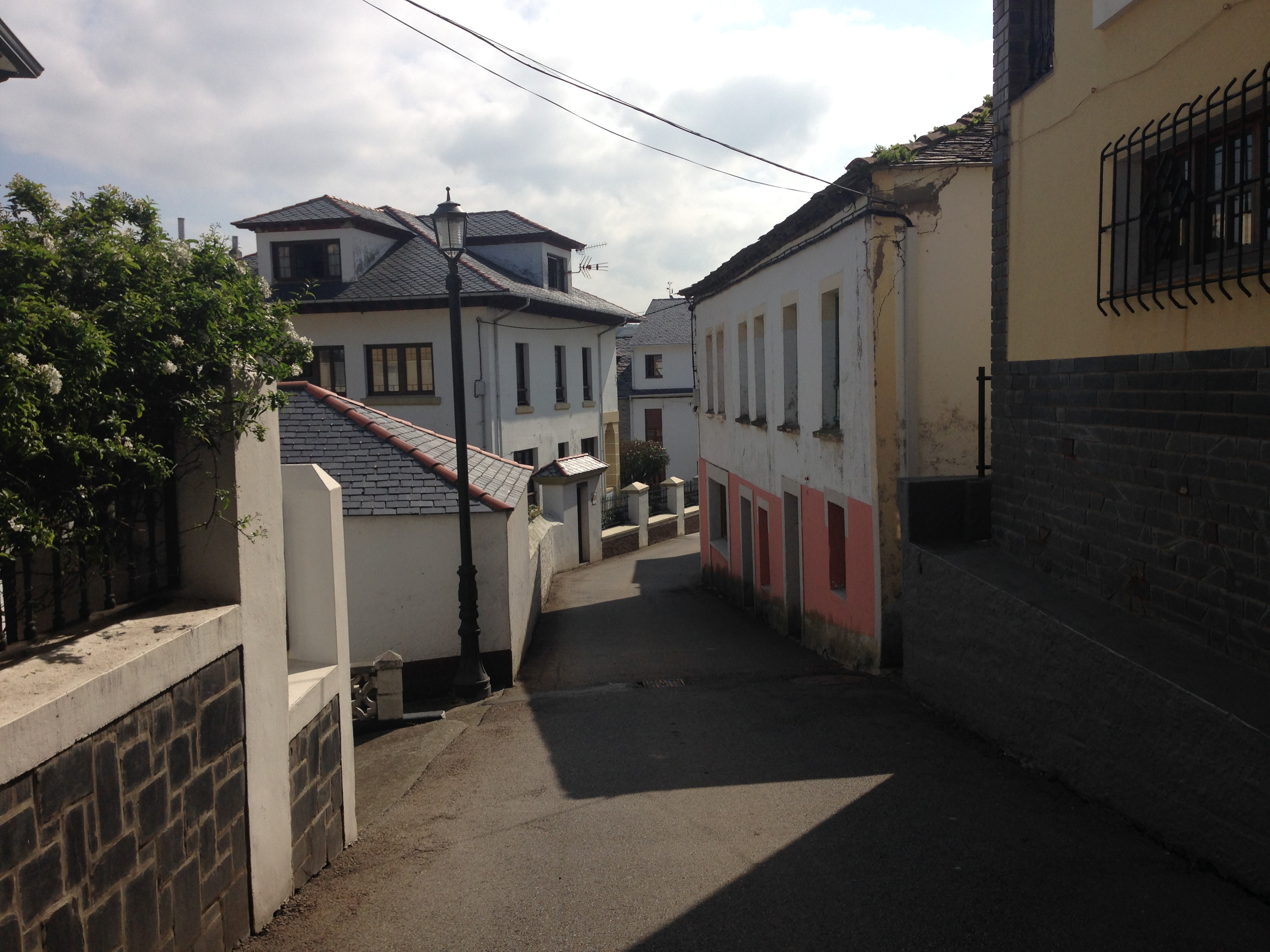
Calle de La Atalaya

El lugar conserva el ambiente de puerto de mar pesquero con un casco urbano marinero de calles con historia configurado por edificios antiguos y plazuelas características como la plazuela de la Leña o la de Cupido. La calle real fue en su día una arteria principal. En la calle dedicada a Jovellanos puede verse la casa blasonada de su amigo, el caballero Antonio Trelles Osorio. Allí se refugió Jovellanos al llegar a Puerto de Vega tras un naufragio y allí murió el 27 de noviembre de 1811.
La calle de la Atalaya comienza en el casco antiguo, se dirige hacia el oeste y termina en el Campo de la Atalaya donde se encuentra la capilla de la Atalaya construida en 1605 y un busto dedicado a Jovellanos, obra del escultor Zenobio Barrón. En el monolito puede leerse, «Jovellanos. Gijón 5/1/1744. Puerto de Vega 28/11/1811»
En la Avenida de Juan Pérez Villamil se encuentra el Museo Etnográfico Juan Pérez Villamil ocupando lo que fue la conservera llamada La Arenesca que existió a principios del siglo XX. El museo acoge temas del mar y de la pesca, del campo y sus cultivos y de la emigración.
En la dársena del puerto se encuentran el almacén de pescadores y la lonja que es un edificio que data de 1928. Tiene una espadaña con una campana; su toque anunciaba en el pasado la subasta de la pesca.
En el siglo XVI hubo un baluarte construido en un alto. A lo largo del camino que conduce hasta su emplazamiento se pueden ver casonas de los emigrantes de los siglos XVIII y XIX.
En el llamado barrio Alto se encuentra la iglesia de Santa Marina. Es un edificio barroco que se terminó de construir en 1749. Su fachada está encalada, tiene un reloj y remata con una espadaña en peineta. A los dos lados se alzan sendas torres con chapiteles. El interior consta de siete retablos rococós cuyo autor fue Bernardo de la Meana, siglo XVIII.

Monumentos
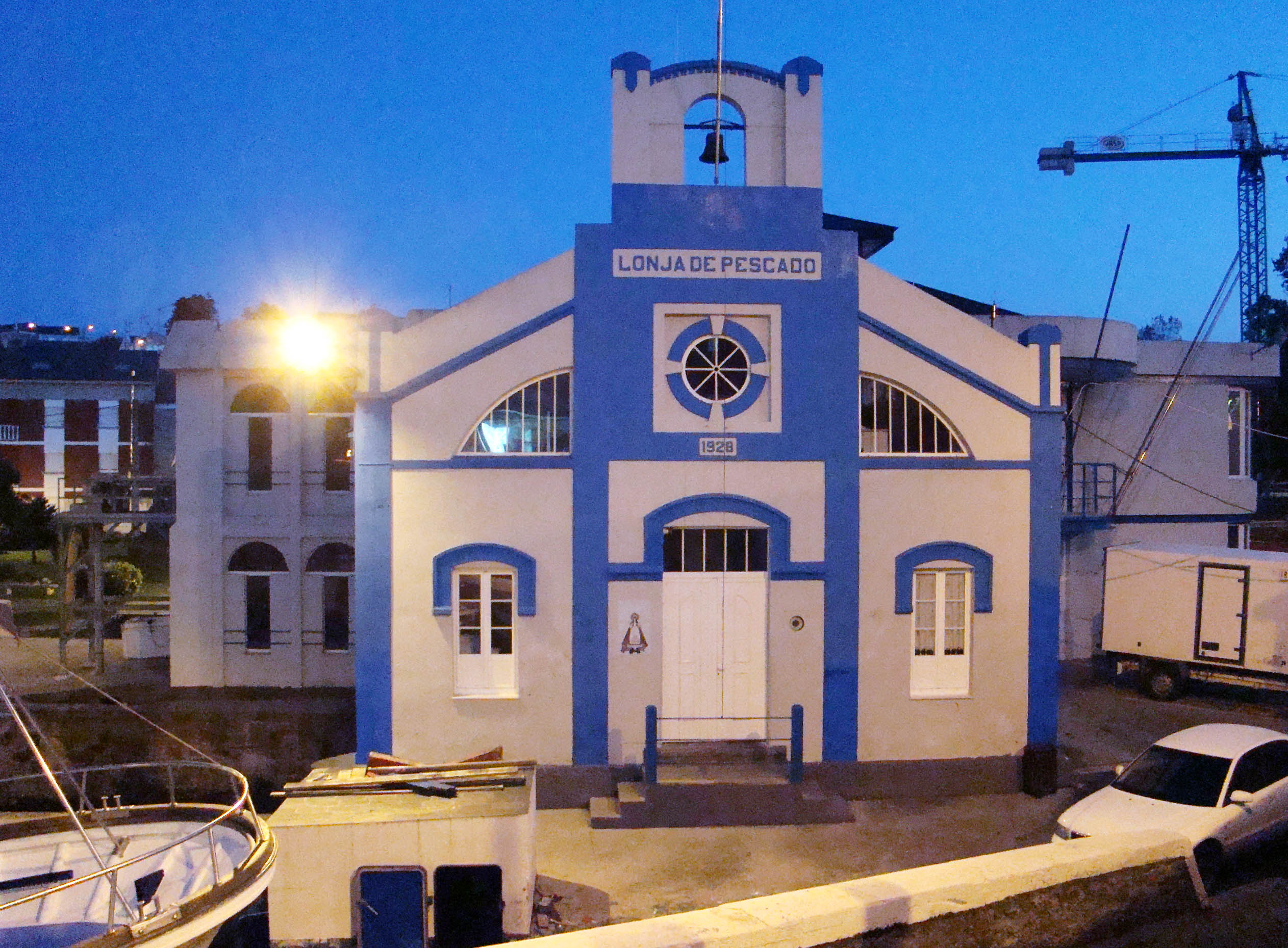
Lonja de 1928
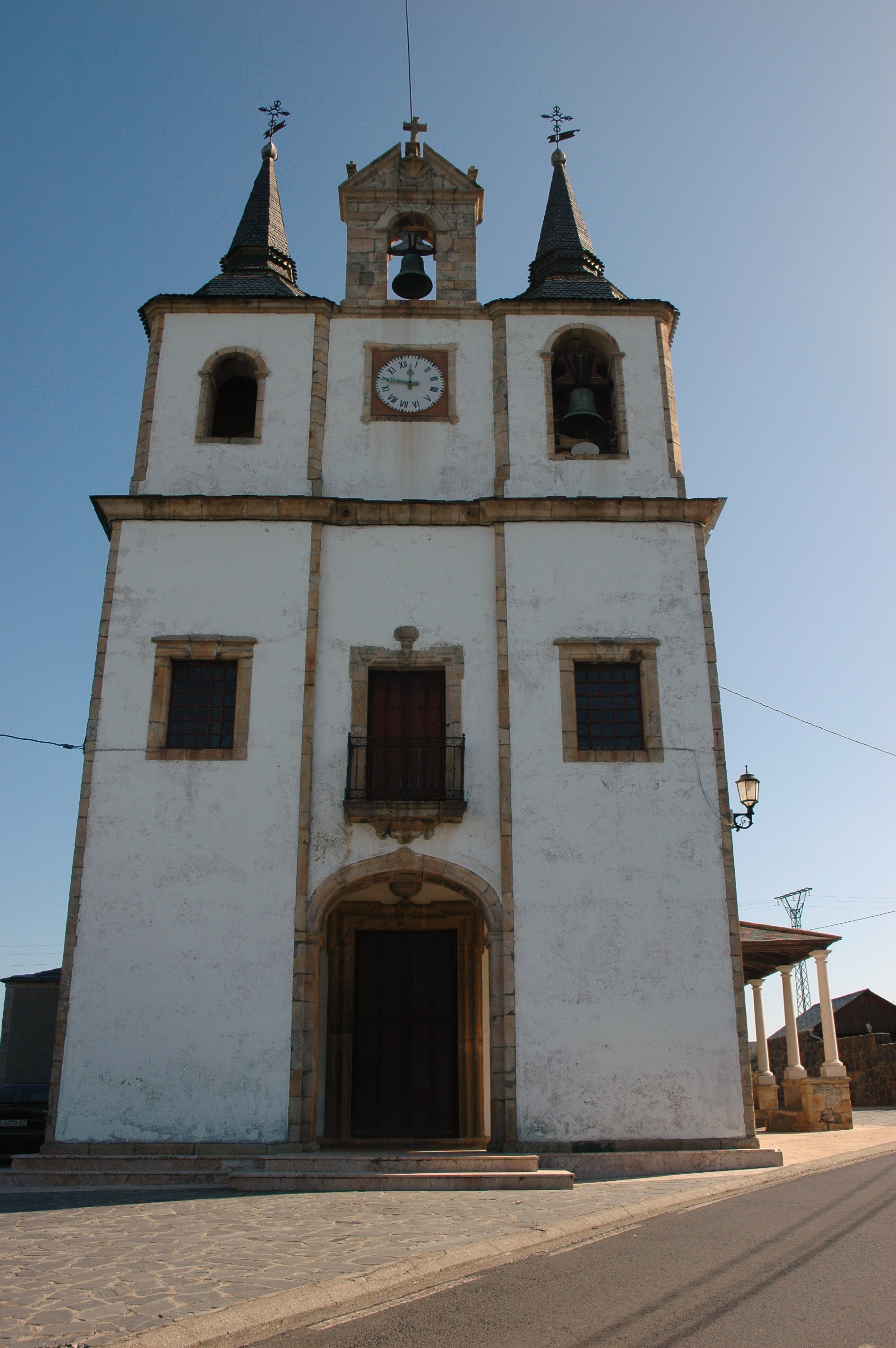
Iglesia de Santa Marina
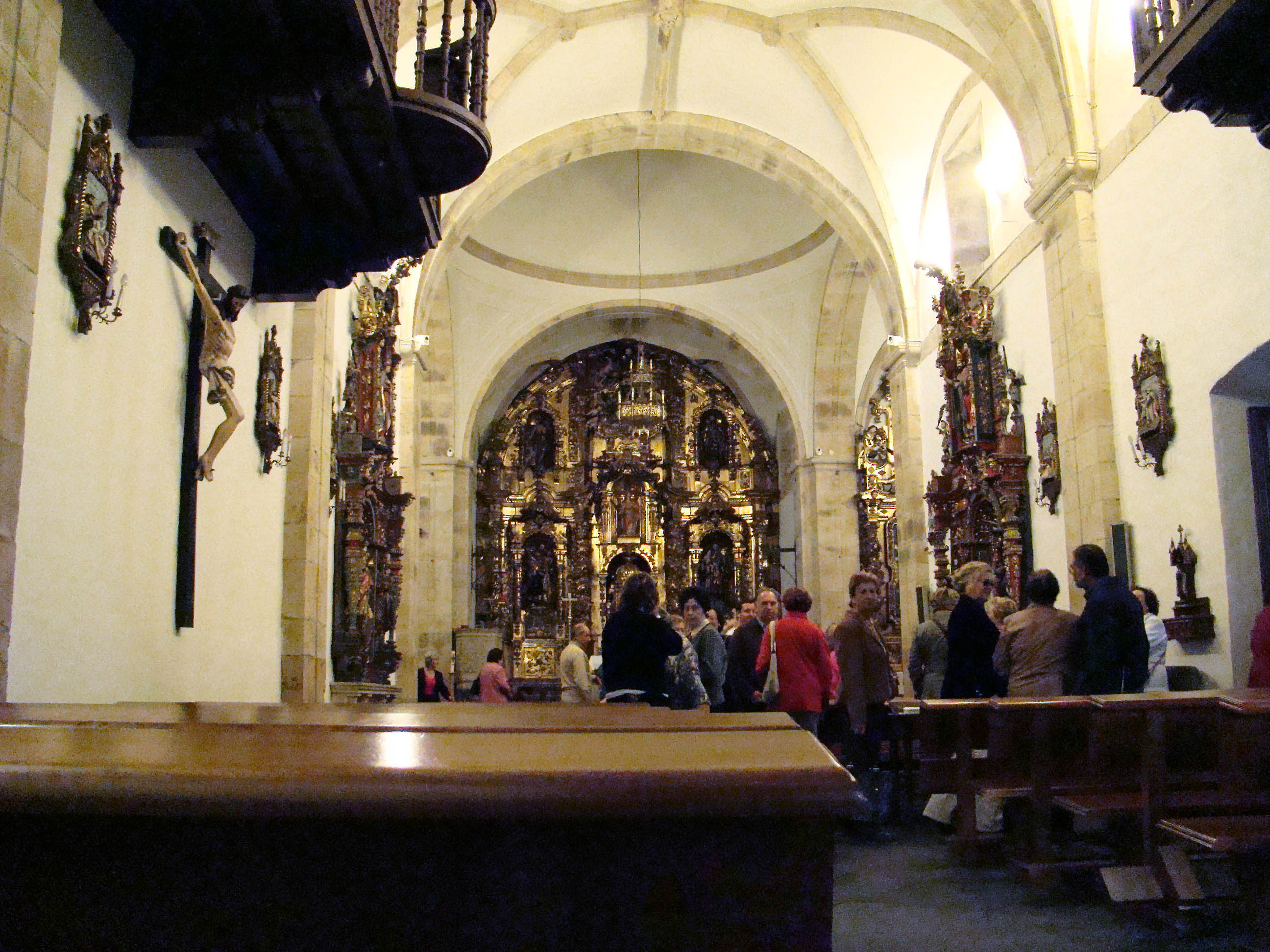
Interior de Santa Marina
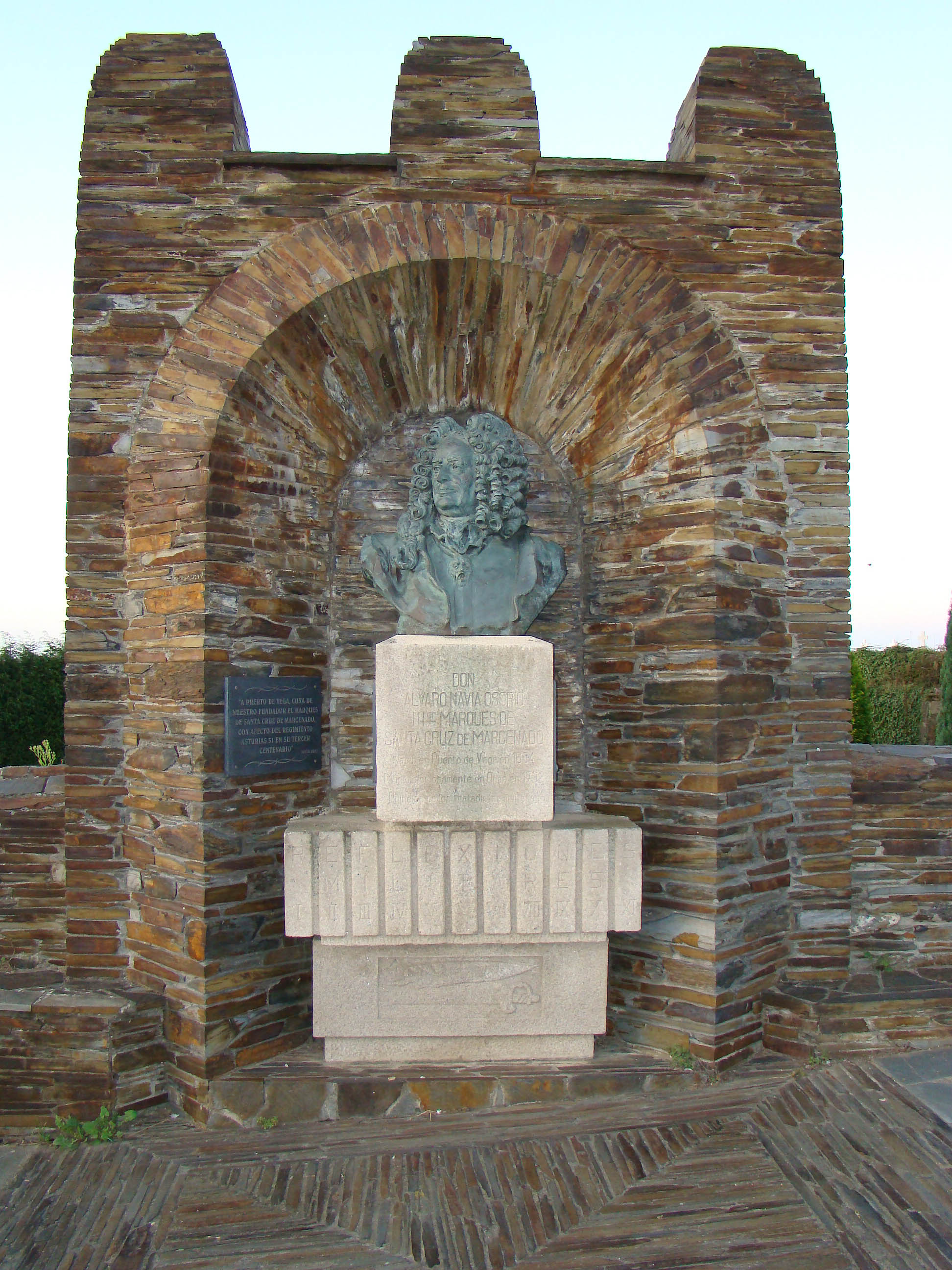
Álvaro Navia Osorio

## Fiestas
Las principales fiestas del pueblo son Las Telayas entre el 7 y el 10 de septiembre, en que se festeja a la Virgen de la Atalaya, su patrona y el 18 de julio en Santa Marina. También están muy concurridas la «sardinada» y la «marmita» durante el verano.

## Personas destacadas
- Álvaro Navia Osorio y Vigil (1684-1732): militar, III marqués de Santa Cruz de Marcenado, señor de la casa de Celles, de la torre de Vigil y Vizconde del Puerto de Vega.[19]
- Gaspar Melchor de Jovellanos (1744-1811): escritor, jurista y político ilustrado español. Se conserva la casa en la que murió en Puerto de Vega.
- Juan Pérez Villamil (1754-1824):[20] político y autor del bando de Móstoles (1808). Fue ministro de Hacienda, Regente del Reino y Director de la Real Academia de la Historia. Se conserva su casa de Puerto de Vega.[18]